# Ремлінген-Земменштедт
Ремлінген-Земменштедт (нім. Remlingen-Semmenstedt) — громада в Німеччині, розташована в землі Нижня Саксонія. Входить до складу району Вольфенбюттель. Складова частина об'єднання громад Ельм-Ассе. Утворена 1 листопада 2016 року об'єднанням до того самостійних громад Ремлінген і Земменштедт.
Площа — 33,30 км2. Населення становить 2385 ос. (станом на 31 грудня 2021).